# Lochinvar
Lochinvar è un cortometraggio muto del 1909 diretto da J. Searle Dawley. Si ispira a Marmion, il poema di Walter Scott pubblicato nel 1808 che descrive la battaglia di Flodden Field.
Il film segna il debutto cinematografico per Harold M. Shaw che avrebbe in seguito intrapreso la carriera di regista.

## Trama
Battaglia di Flodden Field

## Produzione
Il film fu prodotto dalla Edison Manufacturing Company

## Distribuzione
Distribuito dalla Edison Manufacturing Company, il film uscì nelle sale cinematografiche statunitensi il 6 agosto 1909. Nelle proiezioni, veniva programmato con il sistema dello split reel, accorpato in un'unica bobina con un altro cortometraggio prodotto dalla Edison, The Tobacco Edict, Old New York, 1648.